# Balut (Würfelspiel)

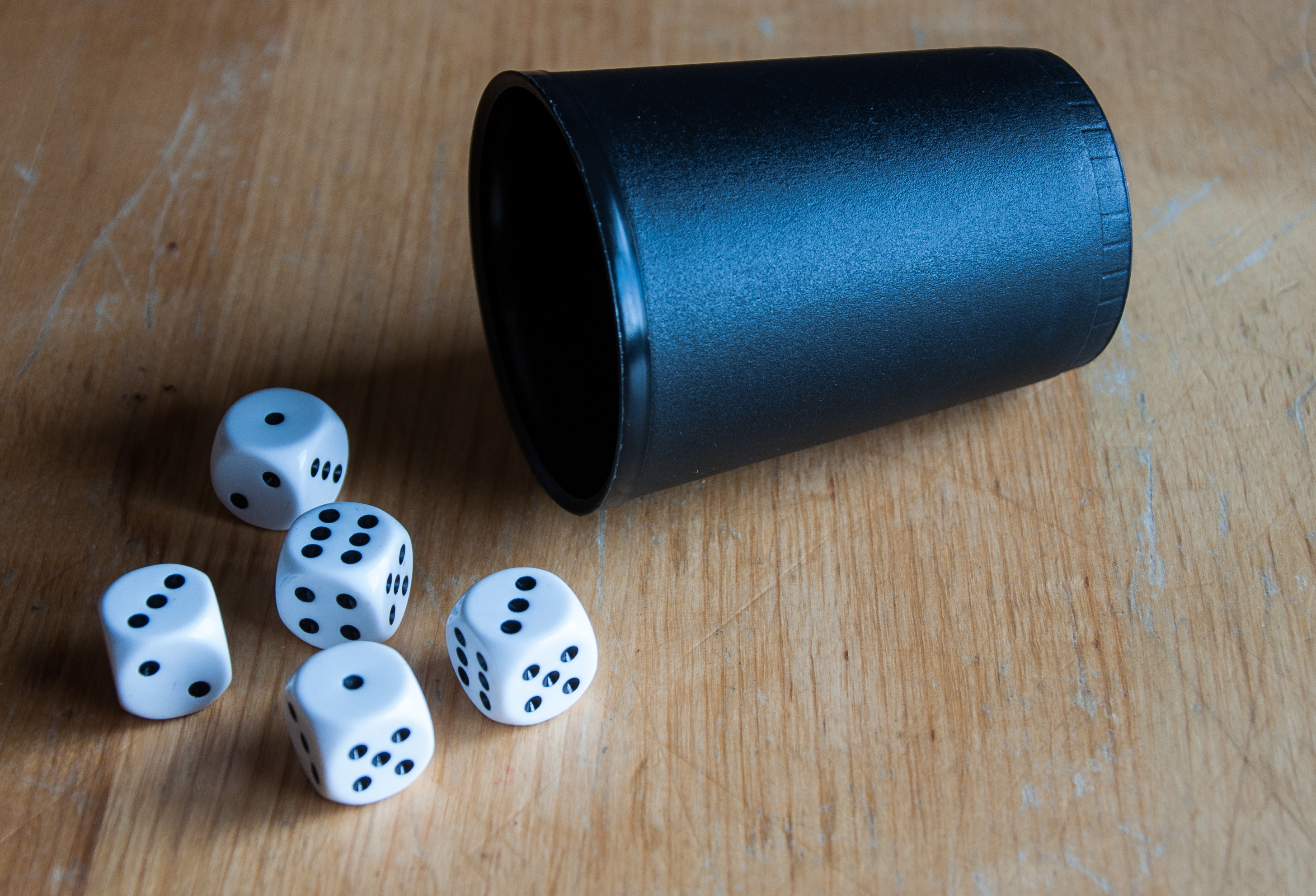
Balut ist ein Spiel mit fünf Würfeln und einem Spielblock.

Balut ist ein Würfelspiel mit fünf Würfeln, einem Würfelbecher und einem speziellen Spielblock. Das Spiel ist abgeleitet von dem mit Spielkarten zu spielenden Poker und ähnelt anderen Würfelpokerspielen mit Augenwürfeln wie dem Yacht oder dem Yahtzee und Kniffel. Wie bei diesen Spielen geht es darum, auf einem Spielblock möglichst hohe Punktzahlen in verschiedenen Kategorien zu erreichen.
Das Spiel wurde auf den Philippinen erfunden und ist vor allem in Südostasien und in Dänemark populär. Eine Weiterentwicklung ist das Jackpot Balut.

## Geschichte

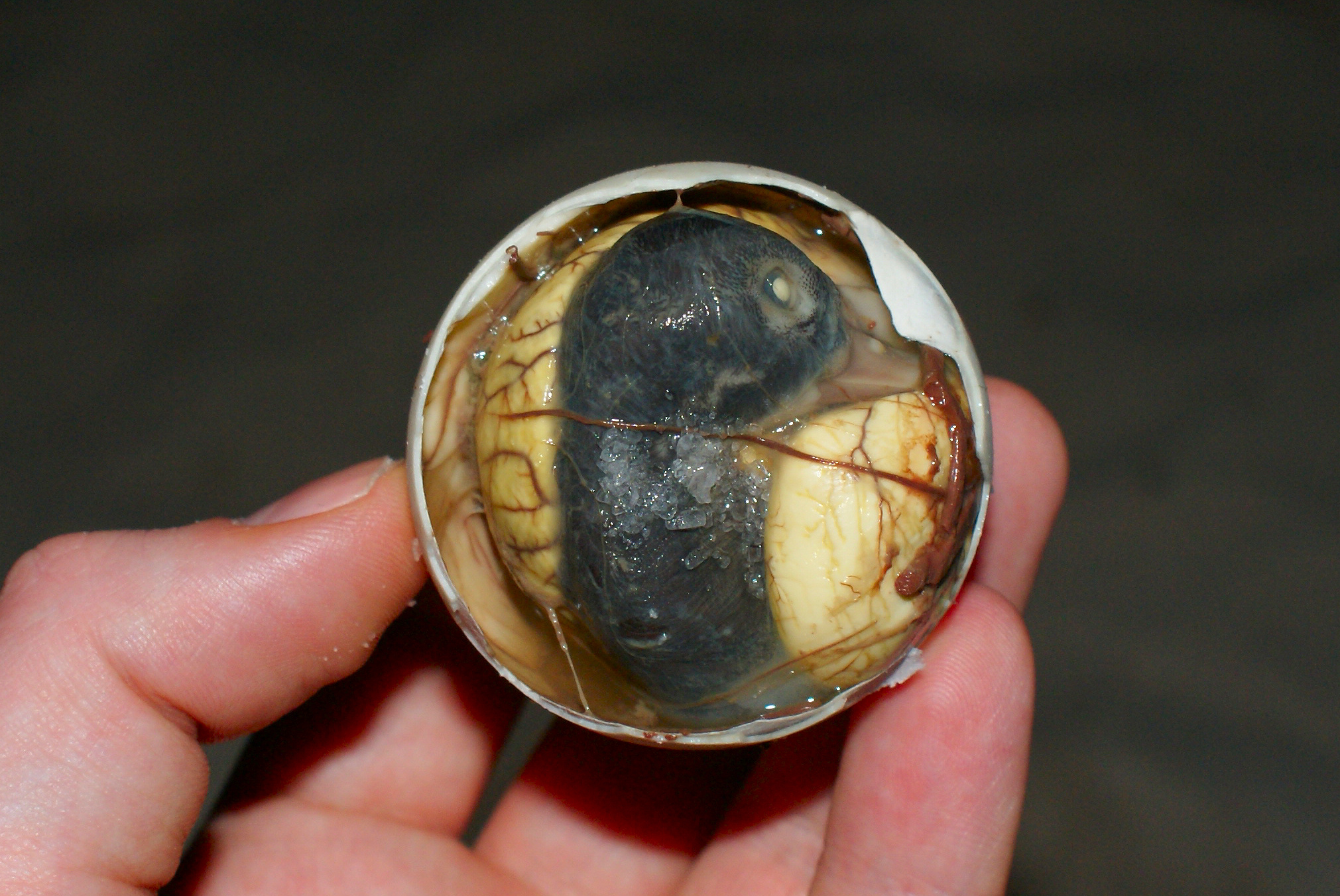
Balut wurde auf den Philippinen entwickelt und nach dem dort beliebten Balut benannt, einem angebrüteten gekochten Entenei, das gegessen wird.

Das Spiel Balut wurde zum Ende des Zweiten Weltkriegs von einem amerikanischen Soldaten erfunden, die auf der philippinischen Insel Cebu stationiert war. Er vermisste das Pokerspiel und nutzte stattdessen Würfel. Dem daraus resultierenden Spiel gab er den Namen poker dice (Würfelpoker).
Das Spiel wurde auf den Philippinen populär und wurde dort in den 1970er Jahren von dem Dänen Niels Lumholdt entdeckt, der für Thai Airways arbeitete. Er brachte das Spiel nach Bangkok, wo er lebte, und benannte es nach dem in den Philippinen populären Gericht Balut, einem angebrüteten gekochten Entenei. 1979 wurden die Regeln des Spiels von Søren Milholt überarbeitet, der das Konzept der Punkte pro Kategorie einführte. Um 1997 wurde durch den auf den Philippinen lebenden Dänen Troels T. Carstensen das Jackpot-Element eingeführt, wodurch sich Jackpot Balut entwickelte.
Balut wird heute sowohl von einzelnen Spielgruppen als auch auf Turnieren gespielt. Die jährlich stattfindende Interport Balut Competition in Südostasien wurde 2022 zum 40sten Mal veranstaltet.

## Spielregeln
Balut wird mit fünf sechsseitigen Spielwürfeln, einem Würfelbecher und einem Spielblock gespielt, auf dem die Wurfergebnisse verzeichnet werden. Jedes Spiel besteht aus 28 Runden und endet dann. Es wird reihum gewürfelt und jeder Spieler kann bis zu drei Mal würfeln. Beim Würfeln kann der Spieler nach jedem seiner Würfe entscheiden, ob und welche Würfel er liegen lassen und welche er erneut würfeln möchte. Am Ende muss er sein Ergebnis in eine der sieben Kategorien auf dem Spielblock eintragen oder ein Feld streichen. Jede der sieben Kategorien muss insgesamt vier Mal gewürfelt werden und vor allem zum Ende des Spiels kommt es dadurch dazu, dass Felder gestrichen werden müssen.
Der Spielblock besteht bei Balut aus den verschiedenen Kategorien als Zeilen sowie der Anzahl der Spiele und den Wertungsfeldern als Spalten:
| Name       |  |  |  |              | Summe | Punkte |
| ---------- |  |  |  | ------------ | ----- | ------ |
| Vierer     |  |  |  |              |       |        |
| Fünfer     |  |  |  |              |       |        |
| Sechser    |  |  |  |              |       |        |
| Straßen    |  |  |  |              |       |        |
| Full House |  |  |  |              |       |        |
| Wahl       |  |  |  |              |       |        |
| Balut      |  |  |  |              |       |        |
|            |  |  |  | Summe        |       |        |
|            |  |  |  | Gesamtpunkte |       |        |

Die Kategorien entsprechen in der Regel Kategorien des und anderer Pokerwürfelspiele:
| Kategorie         | Beschreibung                                                                               | Wertung                             | Beispiel          |
| ----------------- | ------------------------------------------------------------------------------------------ | ----------------------------------- | ----------------- |
| Vierer            | Alle geworfenen Vierer                                                                     | Summe aller Vierer                  | zählt 12          |
| Fünfer            | Alle geworfenen Fünfer                                                                     | Summe aller Fünfer                  | zählt 5           |
| Sechser           | Alle geworfenen Sechser                                                                    | Summe aller Sechser                 | zählt 24          |
| Straße            | Fünf aufeinanderfolgende Augenzahlen (Kleine Straße 1-2-3-4-5 oder Große Straße 2-3-4-5-6) | Kleine Straße: 15, Große Straße: 20 | zählt 15 zählt 20 |
| Full House        | Drei gleiche und zwei gleiche Würfel                                                       | Gesamtzahl aller Augen              | zählt 19          |
| Wahlwurf / Choice | Jede Kombination                                                                           | Summe aller Augenzahlen             | zählt 13          |
| Balut             | Fünf gleiche Würfel                                                                        | Summe aller Augenzahlen + 20        | zählt 25          |

Beim Wurf eines Baluts ruft der Spieler zudem laut „Balut“. Nachdem alle Felder gefüllt wurden, werden die Gesamtwertungen pro Kategorie addiert und vermerkt. Danach werden entsprechend der Summen pro Kategorie Punkte vergeben:
- 52 oder mehr in den Vierer: 2 Punkte
- 65 oder mehr in den Fünfern: 2 Punkte
- 78 oder mehr in den Sechsern: 2 Punkte
- Alle Straßen: 4 Punkte
- Alle Full House: 3 Punkte
- 100 oder mehr Punkte in Choice: 2 Punkte
- Jeder Balut: 2 Punkte

Zusätzlich werden auf die Gesamtsumme aller Kategorien Punkte vergeben:
- 0–299: −2 Punkte
- 300–349: −1 Punkte
- 350–399: 0 Punkte
- 400–449: 1 Punkte
- 450–499: 2 Punkte
- 500–549: 3 Punkte
- 550–599: 4 Punkte
- 600–649: 5 Punkte
- 650–812: 6 Punkte

Aus diesen Wertungen ergibt sich eine maximale Gesamtpunktzahl von 29 Punkten. Gewinner des Spiels ist, wer die meisten Punkte nach der Abschlusswertung bekommen hat.

## Jackpot Balut
In der Regel kann Balut mit oder ohne Jackpot-Regeln gespielt werden, wobei sich die Anzahl der Runden im Jackpot-Spiel auf 34 erhöht. Dabei entsprechen die Regeln dem normalen Balut, es kommt jedoch ein Jackpot-Feld in jeder Kategorie mit Ausnahme des Balut hinzu. Ein weiterer Unterschied zum Standardspiel ist die Balutwertung.
Der Spielblock wird entsprechend um ein Jackpot-Feld pro Kategorie ergänzt:
| Name       |  |  |  |  | Jackpot      | Summe | Punkte |
| ---------- |  |  |  |  | ------------ | ----- | ------ |
| Vierer     |  |  |  |  |              |       |        |
| Fünfer     |  |  |  |  |              |       |        |
| Sechser    |  |  |  |  |              |       |        |
| Straßen    |  |  |  |  |              |       |        |
| Full House |  |  |  |  |              |       |        |
| Wahl       |  |  |  |  |              |       |        |
| Balut      |  |  |  |  | X            |       |        |
|            |  |  |  |  | Summe        |       |        |
|            |  |  |  |  | Gesamtpunkte |       |        |

Der Spieler darf wählen, ob er einen Wurf in einer Kategorie als Jackpot einträgt. Diese Entscheidung muss jedoch fallen, bevor alle vier regulären Felder der Kategorie ausgefüllt sind. Für das Eintragen als Jackpot müssen bei den verschiedenen Kategorien allerdings Voraussetzungen durch den Wurf erfüllt sein:
- Bei Vierern, Fünfern und Sechsern muss der Wurf mindestens vier Würfel der gewünschten Augenzahl aufweisen, also 16, 20 oder 24 Gesamtpunkte
- Bei der Straße kann nur eine große Straße (2-3-4-5-6) eingetragen werden
- Beim Full House muss die Gesamtsumme der Augen mindestens 22 betragen
- Bei der Choice muss die Gesamtsumme der Augen mindestens 25 betragen.

Wenn ein Jackpot in einer Kategorie eingetragen wurde, muss die Gesamtsumme für die Vergabe von Punkten in der Kategorie ohne Jackpot-Wurf erreicht werden, um den Jackpot-Bonus zu erhalten – wird sie nicht erreicht, werden Punkte in der Endwertung abgezogen. Der zusätzliche Jackpot-Bonus beträgt:
- Vierer: bei 52 oder mehr +4 Punkte, bei weniger −4 Punkte
- Fünfer: bei 65 oder mehr +4 Punkte, bei weniger −4 Punkte
- Sechser: bei 78 oder mehr +4 Punkte, bei weniger −4 Punkte
- Straßen: Wenn alle Straßen ausgefüllt sind +8 Punkte, falls nicht −8 Punkte
- Full House: Wenn alle Full House ausgefüllt sind +6 Punkte, falls nicht −6 Punkte
- Choice: bei 100 oder mehr +4 Punkte, bei weniger −4 Punkte

BeispielWenn ein Spieler einen Jackpot bei den Fünfern nutzt (Jackpot = 20) und dann zusammen in den anderen 4 Feldern 65 Augen erreicht, bekommt er 2+4 = 6 Punkte; erreicht er nur 60 Punkte in der Kategorie, bekommt er −4 Punkte. Ein Spieler, der den Jackpot nicht nutzt, bekommt bei 65 Augen nur 2 Punkte; erreicht dieser nur 60 Augen, bekommt er 0 Punkte.
Die Balut-Wertung variiert je nach Regelwerk. Im Standard-Regelwerk bekommt ein Spieler für jeden Balut 2 Punkte, im Regelwerk für Jackpot Balut erhält er für den ersten Balut 3 Punkte und für jeden folgenden 5 Punkte.

## Belege
1. ↑  Spielregeln und Spielblock auf balut.org (englisch); abgerufen am 16. April 2016.
2. ↑  Team Balut, Website des British Club Bangkok (BCB)
3. ↑  Spielblock auf balut.org.
4. 1 2  Viking Balut Spielregeln für Balut und Jackpot Balut bei einem Spiel von Burgundar
5. ↑  Spielblock der Balut-Spielegruppe lutlutlut.dk in Kopenhagen.